# رون غرانت (منافس ألعاب قوى)
رون غرانت (بالإنجليزية: Ron Grant)‏ هو منافس ألعاب قوى أسترالي، ولد في 1943.